# Vicente Cerna Sandoval

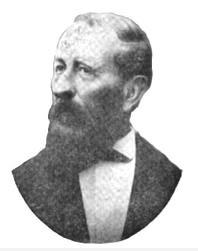
Vicente Cerna Sandoval

Feldmarschall Vicente Cerna Sandoval (* ca. 1815 in Jalapa; † 28. Juni 1885 in Guatemala-Stadt) war ein guatemaltekischer Präsident.

## Politische Karriere
Vicente Cerna war ein hervorragender Offizier und in verschiedenen Positionen als Verwaltungsbeamter tätig. Unter anderem war er lange Jahre Verwaltungschef (corregidor) der Provinz Chiquimula. Er war ein treuer Parteigänger des konservativen Präsidenten Rafael Carrera und als Offizier an fast allen Schlachten während dessen zwei Präsidentschaften maßgeblich beteiligt.
Nach Carreras Tod gewann er die vom Übergangspräsidenten Pedro de Aycinena anberaumten Wahlen und trat am 24. Mai 1865 das Amt des Staatspräsidenten an. Er setzte die konservative Politik Carreras fort, hatte jedoch nicht dessen Charisma. Zu den wichtigsten Errungenschaften seiner Präsidentschaft gehörten die Einführung von Telegraphen, die Durchführung erster Studien für den Bau einer Eisenbahn und der Bau des Hafens von Puerto San José an der Pazifikküste.

## Die liberale Revolution
Die Fortsetzung des autoritären und repressiven Regierungsstils Carreras durch Vicente Cerna rief schon bald den Widerstand der liberalen Opposition hervor. Ein erster Aufstand unter Führung von Fernando und Serapio Cruz im Jahre 1867 konnte noch recht schnell niedergeschlagen werden. Nachdem Cerna jedoch am 17. Januar 1869 wiedergewählt worden war, kam es zu massiven Protesten in der Hauptstadt unter Führung des Anwalts Luis Rubio. Cerna setzte Soldaten gegen die Demonstranten ein. Unter den zahlreichen Opfern befand sich auch Rubio. Dies führte zu einer Erneuerung des Kampfes der Revolutionäre unter Führung von Serapio Cruz, nunmehr verstärkt um eine weitere Gruppe unter Führung des Generals Justo Rufino Barrios.
Auch dieser zweite Aufstand konnte im Januar 1870 zunächst niedergeschlagen und Cruz hingerichtet werden (er wurde geköpft und sein Kopf in der Hauptstadt zur Abschreckung potentieller Revolutionäre öffentlich ausgestellt), doch sammelten die Liberalen nunmehr mit Unterstützung von Benito Juárez in Mexiko ihre Truppen. Diese rückten Anfang 1871 unter Führung der Generäle Miguel García Granados und Justo Rufino Barrios von Chiapas aus nach Guatemala ein. Nach zwei vernichtenden Niederlagen der Regierungstruppen unter dem persönlichen Befehl des Präsidenten trat Cerna am 29. Juni 1871 zurück und floh außer Landes.
Cerna kehrte später nach Guatemala zurück, wo er 1885 einem Magenleiden erlag.